# Терешковичский сельсовет
Тере́шковичский сельсовет (бел. Цярэ́шкавіцкі сельсавет) — административная единица на территории Гомельского района Гомельской области Республики Беларусь. Административный центр — агрогородок Терешковичи.

## История
Терешковичский сельский Совет рабочих, крестьянских и красноармейских депутатов с центром в д. Старые Терешковичи был образован в 1919 году в составе Дятловичской волости Гомельского уезда. С 7 октября 1977 центр сельсовета — д. Терешковичи.
Названия:
- с 1919 года — Терешковичский сельский Совет рабочих, крестьянских и красноармейских депутатов
- с 5 декабря 1936 года — Терешковичский сельский Совет депутатов трудящихся
- с 7 октября 1977 года — Терешковичский сельский Совет народных депутатов
- с 15 марта 1994 года — Терешковичский сельский Совет депутатов[2].

Административная подчинённость:
- с 1919 года — в Дятловичской волости Гомельского уезда
- с 8 декабря 1926 года — в Дятловичском районе
- с 4 августа 1927 года — в Гомельском районе
- с 10 февраля 1931 года — в Гомеле
- с 27 июля 1937 года — в Гомельском районе[2].

## Административное устройство
27 июля 2012 года на территории Терешковичского сельсовета образован посёлок Васильевка.

## Состав
Терешковичский сельсовет включает 15 населённых пунктов:
- Борец — посёлок
- Васильевка — посёлок
- Высокая Грива — посёлок
- Калинино — посёлок
- Куты — посёлок
- Новая Бухаловка — деревня
- Новые Терешковичи — деревня
- Ольховка — деревня
- Орленск — посёлок
- Осовино — посёлок
- Пристороны — посёлок
- Скиток — деревня
- Сож — посёлок
- Старая Бухаловка — деревня
- Терешковичи — агрогородок